# Biblioteca Nacional de Gambia
La Biblioteca Nacional de Gambia (en inglés: National Library of The Gambia) es la biblioteca nacional y depósito legal de Gambia, con su sede central en la ciudad capital de Banjul con una sucursal en Brikama. La biblioteca es administrada por la Gambia National Library Services Authority y en 2016, tenía una colección de 115.500 libros y 7.000 periódicos con 42 empleados.
La biblioteca fue fundada por los británicos en 1946 durante la época colonial británica como una biblioteca local del British Council. En 1971, después de su independencia, la biblioteca se convirtió en la biblioteca nacional del nuevo país y fue rebautizada como la Biblioteca Nacional de Gambia.

## Historia

### Fundación colonial
La biblioteca fue fundada en 1946 por los británicos durante la época colonial británica como una biblioteca local del British Council. Hasta 1962 Gambia no tenía una biblioteca propia y esta era la única biblioteca en el país salvo las que había en algunas escuelas, despachos de gobierno, casas de misioneros o clubes particulares. En 1963, Sally Njie era la jefa de biblioteca. Cuando Gambia logró la independencia del Reino Unido en 1965, la biblioteca tenía una colección de 25.000 libros y 500 monografías.

### Fundación como biblioteca nacional
En 1971, después de su independencia, la biblioteca se convirtió en la biblioteca nacional del nuevo país y fue rebautizada como la Biblioteca Nacional de Gambia. Durante los años 1970, la colección de la biblioteca creció. En 1974, el gobierno británico dio £575.000 a Gambia para el mantenimiento de la biblioteca. En 1976 mediante el Library Board Act se construyó un nuevo complejo para la biblioteca y la biblioteca se mudó al nuevo edificio.
En 2009 se estableció la Gambia National Library Services Authority mediante un acta del parlamento, el cual dio más poderes y autonomía a la biblioteca.

### Actualidad
En la actualidad, la biblioteca adquiere toda su colección a través de donaciones, regalos, compras y mediante agencias de gobierno.
Según las Naciones Unidas, la tasa de alfabetización en Gambia entre la población adulta era de un 41 por ciento.

## Servicios

### Colección
La biblioteca es el depósito legal y centro bibliográfico principal del país. En 2016, la biblioteca tenía una colección de 115.500 libros y 7.000 periódicos y sus archivos tenía más de 2.000 materiales, relacionados principalmente con Gambia y su historia. La biblioteca ofrece una colección para adultos, niños, libros escolares y un servicio móvil y de entrega a domicilio.
La biblioteca almacena mapas importantes e históricos de Gambia y sus ciudades, cintas de audio y copias de prensa de acontecimientos importantes para la historia del país. También provee acceso a publicaciones de la Unesco.

### Instalaciones
La biblioteca tiene instalaciones para fotocopiar, servicio escolar y un servicio de ISBN. En 1990, la biblioteca abrió una sucursal en Brikama en la División Occidental.

### Coordinación nacional
La biblioteca coordina asuntos bibliotecarios y de información a nivel nacional y tiene la autorización de imponer multas a otras bibliotecas si no adhieren al reglamento nacional.